# فاکس تریر
فاکس تریر (به انگلیسی: FOX TERRIER) از نژادهای سگ‌های تریر است. منشأ این سگ کشور انگلستان و مناطق همجوار آن است. دو تیپ اصلی این نژاد عبارت‌اند از: فاکس تریر موصاف و فاکس تریر موسیمی.

## فاکس تریر موصاف (یا موی صاف)

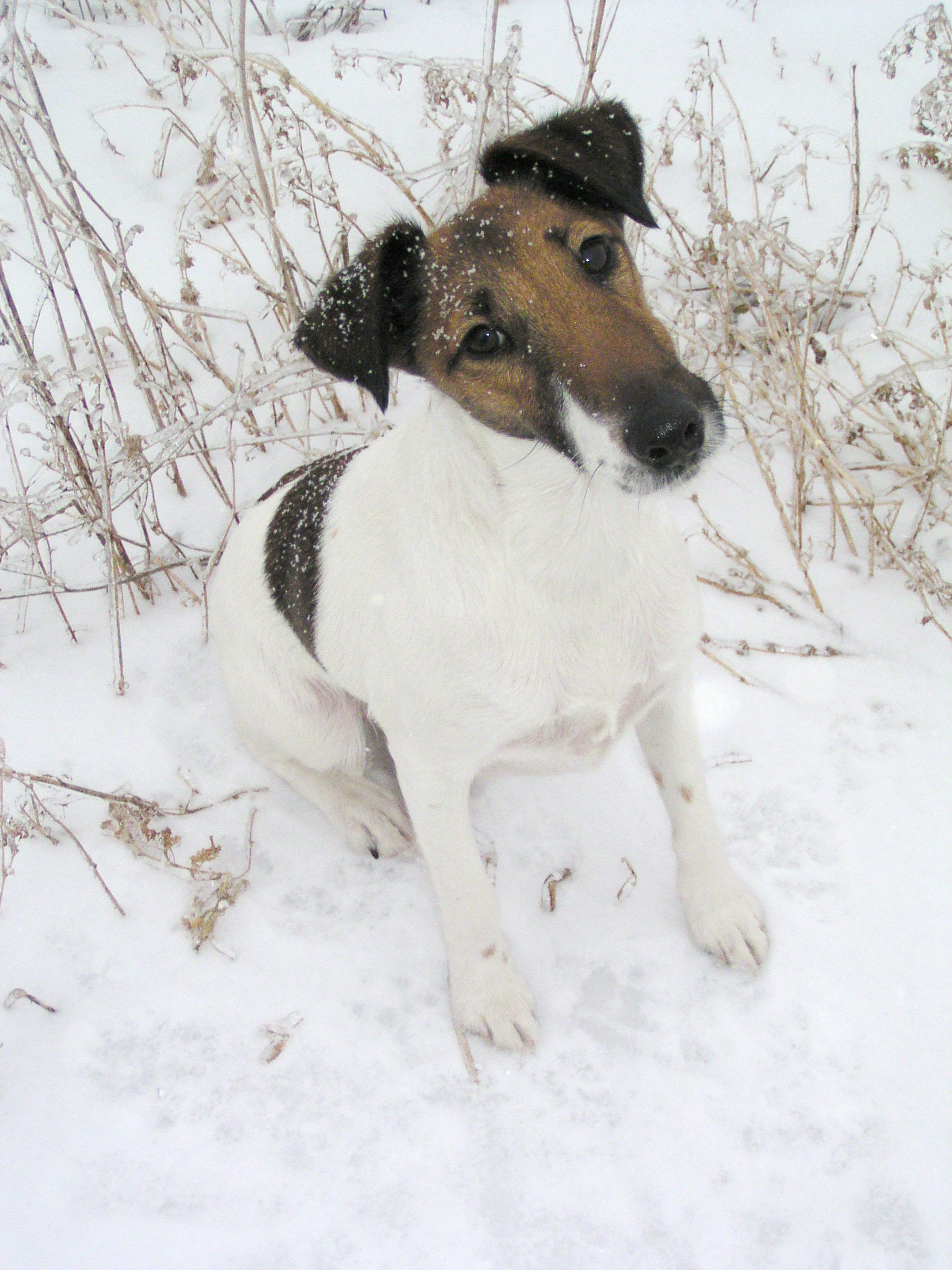
فاکس تریر موصاف (SMOOTH FOX TRREIER).

این نژاد مخصوص شکار روباه است اما به ندرت به دنبال روباهی که در داخل زمین لانه ساخته می‌رود. این سگ همدم مناسبی برای انسان است و مهارت خاصی درگرفتن موش دارد. نژاد موصاف نسبت به نژاد موسیمی آرام‌تر بوده، کمتر تحریک‌پذیر است. علاوه بر این شانه کردن نژاد موصاف آسان‌تر بوده، سگ خانگی خوبی است. با بچه‌ها هم رفتار خوبی دارد. از نظر ویژگی‌های ظاهری، سگ کوچکی است که حالت چندضلعی دارد. از لحاظ رنگ، سفیدی غالب است که در آن لکه‌های خرمایی یا سیاه هم دیده می‌شود. رنگ زیاد اهمیت ندارد زیرا ممکن است لکه‌های گندمگون، قرمز یا نقره‌ای هم دیده شود. ارتفاع آن‌ها بین ۳۵ تا ۴۰ سانتی‌متر است. این سگ‌ها عاشق شکار هستند به‌طوری‌که اگر شکاری پیدا نشود، به طریقی دیگر دندان‌هایشان را به کار می‌اندازند و باید مراقب عابرین پیاده باشید.

## فاکس تریر موسیمی (یا موی مجعد)

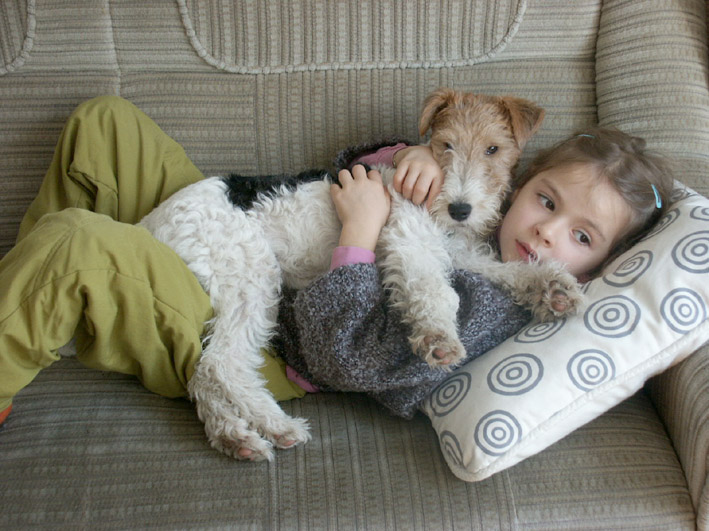
فاکس تریر موسیمی (WIRE FOX TRREIER).

پرتحرک، سرزنده و بازیگوش هستند و اشتیاق و علاقهٔ خاصی به شکار دارند. از این سگ‌ها برای تعقیب و شکار حیواناتی که در زیر زمین لانه می‌سازند استفاده می‌شود. از خصوصیات این سگ فعالیت بالا و خستگی‌ناپذیری آن‌هاست. نگهداری این سگ‌ها آسان است اما به تمرین و فعالیت زیادی نیاز دارند. نژاد موسیمی، سگ خانگی مناسبی است. از نظر ویژگی‌های ظاهری، دارای جثه‌ای کوچک و نسبتاً چندضلعی با گوش‌های کوچک تیز است که به طرف جلو خم می‌شود. از لحاظ رنگ، سفیدی در آن غالب است و لکه‌های سیاه یا خرمایی در آن دیده می‌شود. سگ‌های نر ۳۸٫۵ سانتی‌متر ارتفاع و ۸٫۵ کیلوگرم وزن و سگ‌های ماده ۳۶ سانتی‌متر ارتفاع و ۷ کیلوگرم وزن دارند.

## نگارخانه

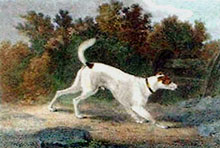
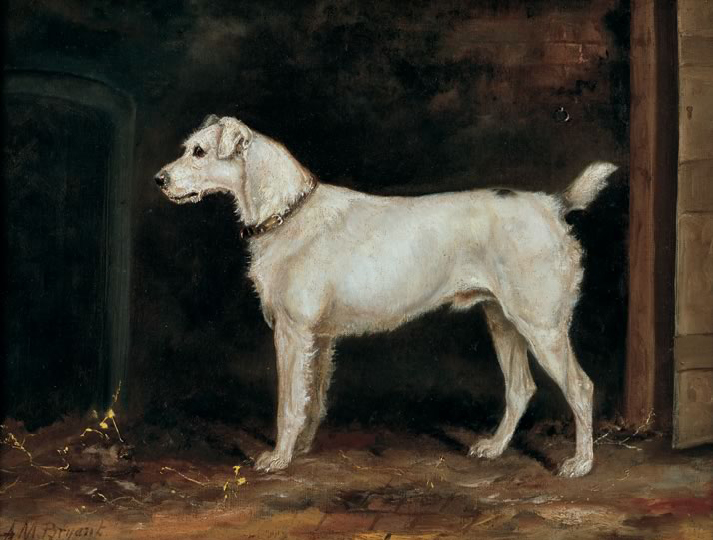
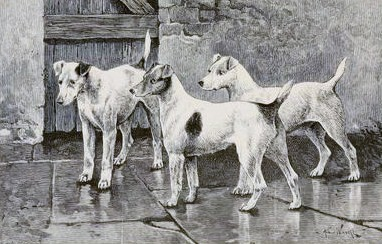
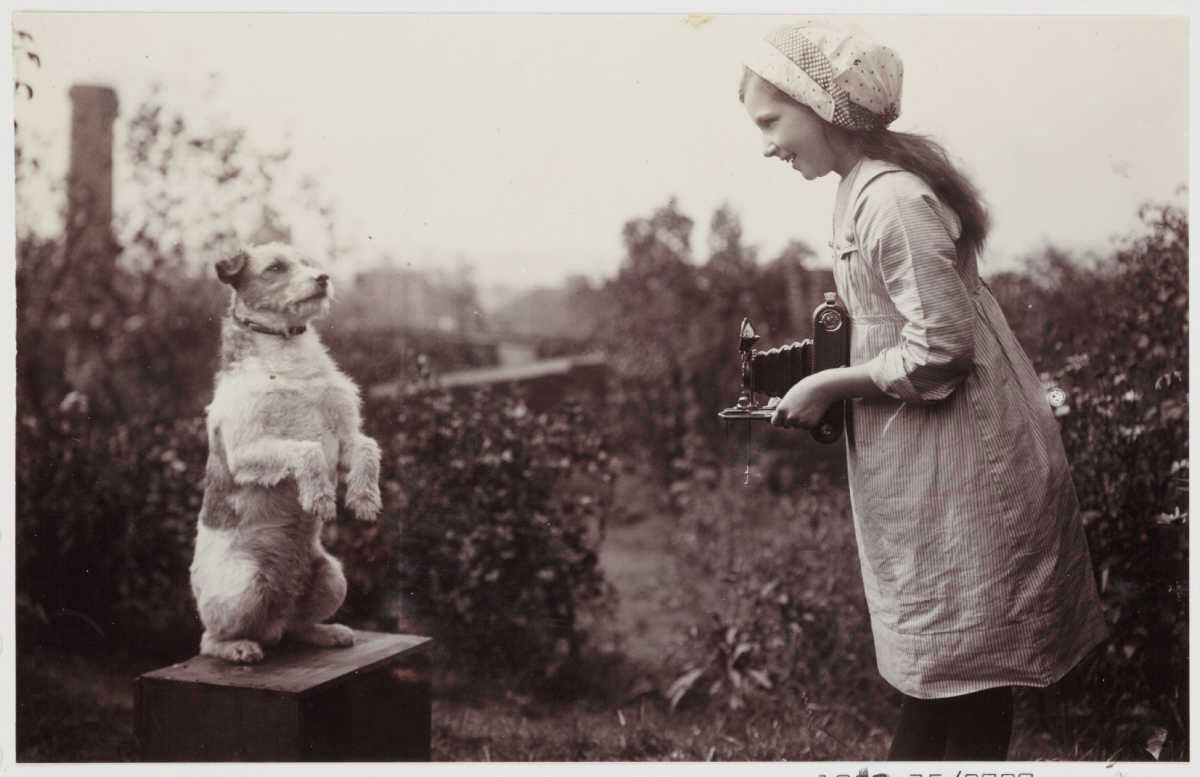